# Lukáš Krpálek
Lukáš Krpálek (ur. 15 listopada 1990 w Igławie) – czeski judoka, dwukrotny złoty medalista igrzysk olimpijskich, dwukrotny mistrz świata, trzykrotny mistrz Europy, srebrny medalista igrzysk europejskich, dwukrotny złoty medalista uniwersjady.
W 2021 roku został odznaczony Medalem Za Zasługi I stopnia.

## Igrzyska olimpijskie
Na igrzyskach olimpijskich w 2012 roku w Londynie po porażce w ćwierćfinale z Rosjaninem Tagirem Chajbułajewem przegrał w repasażach z Holendrem Henkem Grolem, kończąc zawody bez medalu.
Cztery lata później w Rio de Janeiro zdobył złoty medal w kategorii do 100 kg, pokonując w finale przez ippon Azera Elmara Qasımova.
| Runda       | Przeciwnik        | Wynik       | Osiągnięcie |
| ----------- | ----------------- | ----------- | ----------- |
| 1. runda    | Wolny los         | Wolny los   | Ćwierćfinał |
| 2. runda    | Takamasa Anai     | W 1001–0000 | Ćwierćfinał |
| Ćwierćfinał | Tagir Chajbułajew | P 0011–1000 | Ćwierćfinał |
| Repasaż     | Henk Grol         | P 0000–1010 | Ćwierćfinał |

| Runda       | Przeciwnik     | Wynik     | Osiągnięcie |
| ----------- | -------------- | --------- | ----------- |
| 1. runda    | Wolny los      | Wolny los | złoto       |
| 2. runda    | Jorge Fonseca  | W 010–001 | złoto       |
| 3. runda    | Maksim Rakow   | W 000–000 | złoto       |
| Ćwierćfinał | Ryūnosuke Haga | W 000–000 | złoto       |
| Półfinał    | Cyrille Maret  | W 100–000 | złoto       |
| Finał       | Elmar Qasımov  | W 100–000 | złoto       |